# 布莱恩·魏斯
布莱恩·莱斯利·魏斯（英語：Brian Leslie Weiss；1944年11月6日—）是一位美国精神科医生、催眠治疗师和作家，专门研究前世回溯。他的著作涉及轮回、前世回溯、未来生命进展以及死后灵魂的存活。